# Lineáris differenciálegyenlet
A közönséges lineáris differenciálegyenlet és a közönséges lineáris differenciálegyenlet-rendszer a közönséges differenciálegyenletek fontos osztálya.

## Definíció
Adva legyen az {\displaystyle I\subset \mathbb {R} } intervallum, a rajta értelmezett {\displaystyle f:I\times (\mathbb {R} ^{m})^{n}\rightarrow \mathbb {R} ^{m}} és {\displaystyle g:I\rightarrow \mathbb {R} ^{m}} valós értékű függvény. Ekkor az
{\displaystyle y^{(n)}=f\left(x,y,y',\ldots ,y^{(n-1)}\right)+g(x)}
egyenlet, ahol {\displaystyle x\in I,\ y,y',\ldots ,y^{(n)}\in \mathbb {R} ^{m}}, n-edrendű, m egyenlőséget tartalmazó (közönséges) lineáris differenciálegyenlet-rendszer, ha minden rögzített {\displaystyle x\in I}-re az
{\displaystyle (\mathbb {R} ^{m})^{n}\rightarrow \mathbb {R} ^{m},(a_{0},\ldots ,a_{n-1})\mapsto f(x,a_{0},\ldots ,a_{n-1})}
leképezés lineáris.
Ha m=1, akkor (közönséges) lineáris differenciálegyenletnek nevezzük. Homogén, ha g(x) azonosan nulla, egyébként inhomogén.
A következőkben f(x)-et és g(x)-et folytonosnak tételezzük fel. Ekkor a {\displaystyle y:I\rightarrow \mathbb {R} ^{m}} n-szer differenciálható függvény az egyenletrendszer megoldása, ha
{\displaystyle y^{(n)}(x)=f\left(x,y(x),\ldots ,y^{(n-1)}(x)\right)+g(x)}
teljesül minden {\displaystyle x\in I}-re. Ha {\displaystyle f} nem függ az első változótól, akkor az egyenletrendszer állandó együtthatós.

## Speciális esetei
Fontos speciális esetei:
- az m egyenletből álló elsőrendű lineáris differenciálegyenlet-rendszer:

{\displaystyle \ y'=A(x)y+b(x)\ ,}
ahol {\displaystyle A:I\rightarrow \mathbb {R} ^{m\times m}} és {\displaystyle b:I\rightarrow \mathbb {R} ^{m}} folytonos. A hozzá tartozó homogén egyenletrendszer
{\displaystyle \ y'=A(x)y\ .}
- az n-edrendű lineáris differenciálegyenlet:

{\displaystyle \sum _{i=0}^{n}a_{i}(x)y^{(i)}=b(x)\ ,}
ahol {\displaystyle a_{i},b:I\rightarrow \mathbb {R} } folytonos. A hozzá tartozó homogén egyenlet
{\displaystyle \sum _{i=0}^{n}a_{i}(x)y^{(i)}=0\ .}
Ide tartoznak a további példák:
- Airy-féle differenciálegyenlet: {\displaystyle \ y''-\lambda xy=0}.
- Bessel-féle differenciálegyenlet: {\displaystyle \ x^{2}y''+xy'+(x^{2}-n^{2})y=0,\ n\in \mathbb {R} }.
- Csebisev-féle differenciálegyenlet: {\displaystyle \ (1-x^{2})y''-xy'+n^{2}y=0}.
- Euler-féle differenciálegyenlet: {\displaystyle \sum _{i=0}^{n}b_{i}(cx+d)^{i}y^{(i)}(x)=0}.
- Hermite-féle differenciálegyenlet: {\displaystyle \ y''-2xy'+2ny=0,\ n\in \mathbb {Z} }.
- hipergeometrikus differenciálegyenlet: {\displaystyle \ x(x-1)y''+\left((\alpha +\beta +1)x-\gamma \right)y'+\alpha \beta y=0,\ \alpha ,\beta ,\gamma \in \mathbb {R} }.
- Laguerre-féle differenciálegyenlet: {\displaystyle x\,y''+(1-x)\,y'+ny=0,\ n\in \mathbb {N} _{0}}.
- Legendre-féle differenciálegyenlet: {\displaystyle \ (1-x^{2})y''-2xy'+n(n+1)y=0}.

## Globális létezés és egyértelműség
Jelöljünk ki egy tetszőles {\displaystyle x_{0}\in I} és egy {\displaystyle y_{0},\ldots ,y_{n-1}\in \mathbb {R} ^{m}} pontot. Kezdetiérték-feladatnak nevezzük azt a feladatot, ami a differenciálegyenlet egy olyan megoldását keresi, ami átmegy ezen a ponton.
Az
{\displaystyle \left\{{\begin{array}{l}y^{(n)}=f(x,y,y',\ldots ,y^{(n-1)})+g(x)\ \\\ y^{(i)}(x_{0})=y_{i}\ ,\ i=0,\ldots ,n-1\\\end{array}}\right.} kezdetiérték-feladatnak létezik egy, és csakis egy {\displaystyle y:I\rightarrow \mathbb {R} ^{m}} megoldása a Picard–Lindelöf-tételek szerint.

## A megoldások struktúrája

### Homogén rendszerek
A homogén lineáris differenciálegyenlet-rendszerek megoldásai vektorteret alkotnak. Ez azt jelenti, hogy két megoldás lineáris kombinációja szintén megoldás. Az n-edrendű homogén lineáris differenciálegyenlet és az n egyenletből álló elsőrendű homogén lineáris differenciálegyenlet-rendszer megoldásainak vektortere n dimenziós. A megoldások vektorterének tetszőleges bázisát alaprendszernek nevezzük. Egy alaprendszert oszlopokként mátrixba téve kapjuk a Vronszkij-determinánst.

### Inhomogén rendszerek
Az inhomogén rendszerhez tartozó homogén rendszer egy alaprendszerének és az inhomogén rendszer egy yp megoldásnak ismeretében az inhomogén rendszer összes megoldása kifejezhető:
{\displaystyle \{y=y_{h}+y_{p}\ |\ y_{h}\ } a homogén rendszer megoldása {\displaystyle \}}
Ezt az yp megoldást partikuláris megoldásnak nevezzük.
Ha már megvan az alaprendszer, akkor tehát elég egy partikuláris megoldást találni. Egy általános módszer a konstans variációja, de speciális esetekben más módszerekkel hamarabb célt érünk. A megoldások hatványsor alakjában is kereshetők.
A megoldást megkönnyítheti egy alkalmasan választott transzformáció. Ha például ismert az inhomogén tag Laplace-transzformáltja, akkor abból meg lehet kapni a megoldás Laplace-transzformáltját. Ebből inverz transzformációval visszakapható az inhomogén rendszer partikuláris megoldása.
Ha az elsőrendű differenciálegyenlet-rendszer állandó együtthatós, akkor az egyenletrendszer alaprendszere megkapható a mátrix exponenciálisával, ami a Jordan-normálalakkal számítható.

## Periodikus rendszerek
Legyen ω az {\displaystyle A:\mathbb {R} \rightarrow \mathbb {R} ^{m\times m}} együtthatómátrix és a {\displaystyle b:\mathbb {R} \rightarrow \mathbb {R} ^{m}} tag közös periódusa. Keressük az {\displaystyle \ y'=A(x)y+b(x)} rendszer ω szerint periodikus megoldását. Általában nem tudunk explicit alaprendszert konstruálni, de struktúráját ismerjük Floquet tételéből:
Az {\displaystyle \ y'(x)=A(x)y(x)} rendszer Φ alaprendszere {\displaystyle \ \Phi (x)=P(x)\exp(xR)} alakú, ahol {\displaystyle P:\mathbb {R} \rightarrow GL(m;\mathbb {C} )} folytonosan differenciálható, és ω szerint periodikus, és a {\displaystyle R\in \mathbb {C} ^{m\times m}} mátrix konstans.
Már csak az a kérdés, hogy léteznek-e ω szerint periodikus megoldások.
Jelölje {\displaystyle L_{\omega }:=\{y\in C^{1}(\mathbb {R} ;\mathbb {R} ^{m})\ |\ y'(x)=A(x)y(x)\ {\textrm {und}}\ y\ \omega {\textrm {-periodisch}}\}} a homogén egyenlet ω szerint periodikus megoldásainak halmazát!
Ha Φ a homogén {\displaystyle y'=A(x)y} rendszer alaprendszere, akkor {\displaystyle \Phi (\omega )\Phi (0)^{-1}} sajátértékei a homogén rendszer karakterisztikus multiplikátorai. A karakterisztikus multiplikátorok nem függnek az alaprendszer választásától. Egy tétel szerint a homogén {\displaystyle y'=A(x)y} rendszernek akkor és csak akkor vannak nem triviális ω szerint periodikus megoldásai, ha 1 karakterisztikus multiplikátora a homogén rendszernek.
Inhomogén esetben tekintjük a {\displaystyle y'=-A(x)^{T}y} egyenlet ω szerint periodikus megoldásait:
{\displaystyle L_{\omega }^{\star }:=\{y\in C^{1}(\mathbb {R} ;\mathbb {R} ^{m})\ |\ y'(x)=-A(x)^{T}y(x)\ {\textrm {und}}\ y\ \omega {\textrm {-periodisch}}\}\ .}
Ekkor a {\displaystyle y'=A(x)y+b(x)} rendszernek akkor és csak akkor van ω szerint periodikus nem triviális megoldása, ha {\displaystyle \int _{0}^{\omega }\langle y(s),b(s)\rangle {\rm {d}}s=0} teljesül minden {\displaystyle y\in L_{\omega }^{\star }}-ra.
Belátható, hogy {\displaystyle \dim L_{\omega }=\dim L_{\omega }^{\star }}.
A {\displaystyle y'=A(x)y+b(x)} rendszernek tehát minden b-re van ω szerint periodikus megoldása, függetlenül {\displaystyle y'=A(x)y} karakterisztikus multiplikátoraitól.

## Kapcsolódó szócikk
- George William Hill